# Jensenite
La jensenite è un minerale.